# Žižlavice
Žižlavice jsou osada, část města Blansko v Jihomoravském kraji. Žije zde 68 obyvatel. Žižlavice se nacházejí v katastrálním území Těchov.
V první třetině 19. století se zde nacházel Žižlavický dvůr a jižně od něj hájovna, které byly i po druhé světové válce jedinými stavbami dnešní osady. Za socialismu zde vznikla velká chatová oblast. Po roce 2000 zde byly postaveny první rodinné domy.
Částí obce se Žižlavice staly 6. prosince 2011.